# Live à Bercy
Live à Bercy è il secondo album live della cantante francese Mylène Farmer, pubblicato nel maggio 1997 dalla Polydor Records.

## Descrizione
L'album esce a quasi due anni da Anamorphosée e dopo ben 8 anni dall'ultimo tour della Farmer. La lunga attesaè legata all'incidente che la cantante aveva subito sul palco nel giugno del 1996, e che l'avrebbe costretta a rimandare la tournée di qualche mese. Chiuso il tour, Laurent Boutonnat comincia il mixaggio delle tracce, e dopo pochi mesi Live à Bercy esce in tutta la Francia arrivando alla seconda posizione nella chart. Ad oggi rimane l'album live più apprezzato dai fans nonché il CD live più venduto di tutti i tempi in Francia (900 000 copie). I singoli estratti La poupée qui fait non (cantata in duetto con Khaled) et Ainsi soit je... avranno un mediocre successo.

## Tracce
CD1
1. Ouverture
2. Vertige
3. California
4. Que mon cœur lâche
5. Et tournoie...
6. Je t'aime mélancolie
7. L'autre...
8. Libertine
9. L'Instant X
10. Alice

CD2
1. Comme j'ai mal
2. Sans contrefaçon
3. Mylène s'en fout
4. Désenchantée
5. Rêver
6. Laisse le vent emporter tout
7. Tomber 7 fois
8. Ainsi soit je...
9. La poupée qui fait non
10. XXL

## Singoli
- La poupée qui fait non
- Ainsi soit je...